# Life is Good
«Life is Good» (en español: "La vida es buena"), es una canción del rapero estadounidense Future, con el rapero canadiense Drake. Fue lanzada el 10 de enero de 2020 a través de Epic Records y fue el tercer sencillo del octavo álbum de estudio de Future High Off Life
La canción debutó en el número 2 de la Billboard Hot 100, manteniéndose en esa posición por 8 semanas consecutivas, debajo de The Box de Roddy Ricch. La canción ha vendido 8 millones de copias en Estados Unidos.

## Antecedentes
Esta colaboración sería la doceava en sus carreras, la última vez fue en la canción "Blue Tint" de Future en 2018.
La pista se mostró inicialmente en Instagram Live de Future el 18 de diciembre de 2019. Entre ese momento y el lanzamiento oficial de la pista, Future y Drake se burlaron de ella varias veces, especialmente el 6 de enero de 2020 cuando Drake se burló del inminente lanzamiento de la pista y reveló su título a través de su historia de Instagram.
En diciembre de 2019, se vieron a Future y Drake en Atlanta, Georgia en un local de McDonald's, lo que se intuyó que volverían a colaborar. También estaban 21 Savage, Lil Yachty y Meek Wiil Made It en el rodaje.

## Video Musical
El video musical fue dirigido por Julien Christian Lutz, fue grabado en la madrugada del 10 de enero en Atlanta, Georgia.  El video consiste en Future y Drake haciendo trabajos ordinarios como basureros, mecánicos, chefs, empleados de un McDonald's, de Apple Store (en el video hacen parodia de una marca ficticia), raperos estrellas y directores de videos musicales.

## Remix
El 15 de febrero de 2020, salió el remix ahora con los raperos americanos DaBaby y Lil Baby. 3 días antes de salir, Future compartió las voces de DaBaby y Lil Baby en una historia de instagram. El remix también se incluyó en su octavo álbum High Off Life.

## Recepción de la crítica
Jason Lipshutz de Billboard escribió que estructurar la canción en dos mitades, Drake interpretando la primera mitad y Future interpretando la última, cada una con un ritmo diferente, recordaba la función anterior de Drake en el éxito de 2018 de Travis Scott en Sicko Mode. La revisión elogió cómo los estilos de los artistas se complementaban entre sí como lo hicieron en su mixtape conjunto en 2015. La revista XXL describió la canción como si fuera un sueño.

## Letra y Créditos personal
Créditos adaptados de Tidal.
- Future - vocalista principal, composición
- Drake - vocalista destacado, composición
- D. Hill - producción, composición
- OZ - producción, composición
- Ambezza - coproducción, composición
- Colin Leonard - ingeniero de masterización
- DaBaby - vocalista destacado, composición (remix)
- Lil Baby - vocalista destacado, composición (remix)
- Maudell Watkins - composición (remix)

## Posición

### Listas Semanales
| Chart (2020)                                | Peak position |
| ------------------------------------------- | ------------- |
| Australia (ARIA)                            | 11            |
| Austria (Ö3 Austria Top 40)                 | 8             |
| Bélgica (Flandes) (Ultratop 50)             | 45            |
| Bélgica (Valonia) (Ultratip Bubbling Under) | 4             |
| Canadá (Canadian Hot 100)                   | 3             |
| República Checa (Singles Digitál Top 100)   | 24            |
| Dinamarca (Tracklisten)                     | 10            |
| Estonia (Eesti Ekspress)                    | 8             |
| Finlandia (Suomen virallinen lista)         | 14            |
| Francia (SNEP)                              | 33            |
| Alemania (Media Control AG)                 | 8             |
| Global 200 (Billboard)                      | 39            |
| Grecia (IFPI)                               | 13            |
| Hungría (Single Top 40)                     | 24            |
| Hungría (Stream Top 40)                     | 12            |
| Irlanda (IRMA)                              | 5             |
| Italia (FIMI)                               | 36            |
| Lituania (AGATA)                            | 7             |
| Países Bajos (Mega Single Top 100)          | 19            |
| Nueva Zelanda (Recorded Music NZ)           | 13            |
| Noruega (VG-lista)                          | 9             |
| Portugal (AFP)                              | 6             |
| Rumania (Airplay 100)                       | 57            |
| Escocia (Scottish Singles Sales Chart)      | 48            |
| Singapur (RIAS)                             | 27            |
| Eslovaquia (Singles Digitál Top 100)        | 19            |
| España (PROMUSICAE)                         | 79            |
| Suecia (Sverigetopplistan)                  | 23            |
| Suiza (Schweizer Hitparade)                 | 3             |
| Reino Unido (UK Singles Chart)              | 3             |
| Estados Unidos (Billboard Hot 100)          | 2             |
| Estados Unidos (Hot R&B/Hip-Hop Songs)      | 2             |
| Estados Unidos (Mainstream Top 40)          | 28            |
| Estados Unidos (Rhythmic)                   | 1             |
| Estados Unidos Rolling Stone Top 100        | 2             |

| Chart (2020)                     | Peak position |
| -------------------------------- | ------------- |
| Nueva Zelanda Hot Singles (RMNZ) | 20            |

| Chart (2020)                                     | Position |
| ------------------------------------------------ | -------- |
| Australia (ARIA)                                 | 39       |
| Austria (Ö3 Austria Top 40)                      | 47       |
| Canadá (Canadian Hot 100)                        | 22       |
| Dinamarca (Tracklisten)                          | 61       |
| Alemania (Official German Charts)                | 79       |
| Irlanda(IRMA)                                    | 22       |
| Países Bajos (Single Top 100)                    | 87       |
| Nueva Zelanda (Recorded Music NZ)                | 40       |
| Suiza (Schweizer Hitparade)                      | 38       |
| Reino Unido Singles (OCC)                        | 22       |
| Estados Unidos Billboard Hot 100                 | 7        |
| Estados Unidos Hot R&B/Hip-Hop Songs (Billboard) | 4        |
| Estados Unidos Rhythmic (Billboard)              | 9        |

## Premios y nominaciones
| Año  | Premiación               | Categoría                    | Resultado | Ref.   |
| ---- | ------------------------ | ---------------------------- | --------- | ------ |
| 2020 | MTV Video Music Awards   | Vídeo del año                | Nominado  | [ 62 ] |
| 2020 | MTV Video Music Awards   | Mejor Video de Hip Hop       | Nominado  | [ 62 ] |
| 2020 | MTV Video Music Awards   | Mejor Colaboración           | Nominado  | [ 62 ] |
| 2020 | Premios People's Choice  | Colaboración Favorita        | Nominado  | [ 63 ] |
| 2020 | Premios People's Choice  | Video Musical Favorito       | Nominado  | [ 63 ] |
| 2020 | BET Awards               | Mejor Colaboración           | Nominado  | [ 64 ] |
| 2020 | BET Awards               | Elección del público         | Nominado  | [ 64 ] |
| 2020 | BET Hip Hop Awards       | Canción del Año              | Nominado  | [ 65 ] |
| 2020 | BET Hip Hop Awards       | Mejor Video                  | Ganador   | [ 65 ] |
| 2020 | American Music Awards    | Video Musical Favorito       | Nominado  | [ 66 ] |
| 2021 | Premios Grammy           | Video del Año                | Nominado  | [ 67 ] |
| 2021 | NAACP Image Award        | Mejor Canción de Hip Hop/Rap | Nominado  | [ 68 ] |
| 2021 | Billboard Music Awards   | Canción con más Streaming    | Nominado  | [ 69 ] |
| 2021 | iHeartRadio Music Awards | Mejor Letra                  | Nominado  | [ 70 ] |
| 2021 | iHeartRadio Music Awards | Canción Hip Hop del Año      | Nominado  | [ 70 ] |
| 2021 | iHeartRadio Music Awards | Mejor Video Musical          | Nominado  | [ 70 ] |

## Certificaciones
| País           | Organismo certificador | Certificación | Ventas certificadas | Ref.   |
| -------------- | ---------------------- | ------------- | ------------------- | ------ |
| Australia      | ARIA                   | 2× Platino    | 160 000             | [ 71 ] |
| Austria        | IFPI Austria           | Oro           | 15 000              | [ 72 ] |
| Bélgica        | BEA                    | Oro           | 20 000              | [ 73 ] |
| Francia        | SNEP                   | Platino       | 100 000             | [ 74 ] |
| Dinamarca      | IFPI Dinamarca         | Oro           | 45 000              | [ 75 ] |
| México         | AMPROFON               | Platino       | 60 000              | [ 76 ] |
| Estados Unidos | RIAA                   | 9× Platino    | 9 000 000           | [ 77 ] |
| Italia         | FIMI                   | Oro           | 35 000              | [ 78 ] |
| Nueva Zelanda  | RMNZ                   | Platino       | 30 000              | [ 79 ] |
| Polonia        | ZPAV                   | 2x Platino    | 40 000              | [ 80 ] |
| Suiza          | IFPI Suiza             | Oro           | 10 000              | [ 81 ] |
| Reino Unido    | BPI                    | Platino       | 600 000             | [ 82 ] |

## Lanzamiento
| Region         | Date                  | Format                         | Label | Ref.   |
| -------------- | --------------------- | ------------------------------ | ----- | ------ |
| Varios         | 10 de enero de 2020   | Descarga digital               | Epic  | [ 83 ] |
| Estados Unidos | 14 de enero de 2020   | Urban adult contemporary radio | Epic  | [ 84 ] |
| Estados Unidos | 25 de febrero de 2020 | Contemporary hit radio         | Epic  | [ 85 ] |